# 刘佩弦
刘佩弦（1922年—2011年），原名刘序堂（一作刘序惠），男，汉族，山东掖县人，中国科学社会主义史专家，曾任中国人民大学教授、博士生导师。